# Mount Pleasant (Hague, Virginia)
La piantagione di Mount Plesant è una località situata presso Hague, nella contea di Westmoreland, in Virginia (Stati Uniti).
La piantagione esiste con questo nome dal XVII secolo e nel XVIII secolo ospitò una magione dove nacque Thomas Lee, uno dei progenitori della fortuna della famiglia Lee, il cui padre aveva acquistato questi terreni nella seconda metà del Seicento.
L'attuale struttura venne costruita nel 1887 sulla precedente costruzione, a tre piani, in stile Queen Anne. Oltre ad un portico in legno, la casa ha quattro camini in pietra ed un tetto centrale dovuto alla costruzione di una torre nel mezzo della casa. La proprietà ha ancora oggi una camera di affumicatura, una rimessa per l carrozze ed un mulino tra le proprie dipendenze. La residenza è ancora oggi inserita in un contesto di 15,1 ettari di terreno agricolo.
Nel 2002 è stata inclusa nel National Register of Historic Places.